# Estación de Manresa-Viladordis
Manresa Viladordis es una estación subterránea de las líneas R5 y R50 de la línea Llobregat-Noya de FGC situada debajo de la Avenida de Francesc Macià en el barrio de Viladordis de Manresa. Esta estación se inauguró en 1985. 
Además de ésta, el municipio de Manresa tiene dos estaciones más de FGC y una estación de Rodalies Renfe, la estación de Manresa.
| << cabecera                 | < estación                 | línea | estación >   | cabecera >>      |
| --------------------------- | -------------------------- | ----- | ------------ | ---------------- |
| Línea Llobregat-Noya de FGC |                            |       |              |                  |
| Barcelona-Plaza España      | San Vicente \| Castellgalí |       | Manresa Alta | Manresa-Apeadero |
| Barcelona-Plaza España      | San Vicente \| Castellgalí |       | Manresa Alta | Manresa-Apeadero |

- Datos: Q2887248